# Меркушина, Анастасия Олеговна
Анастасия Олеговна Меркушина (укр. Анастасія Олегівна Меркушина; род. 14 января 1995, Подгородное, Тернопольская область) — украинская биатлонистка, участница Кубка мира в составе сборной Украины. Чемпионка мира и трёхкратная чемпионка Европы среди юниоров, четырёхкратная чемпионка мира среди юниоров по летнему биатлону, неоднократный призёр юниорских соревнований.

## Карьера

### Юниорская карьера
Начала заниматься биатлоном в клубе «Динамо» (Львов), первыми тренерами были родители — Олег Меркушин и Ирина Меркушина-Корчагина, позднее вместе с родителями переехала в Тернополь.
В 2011 году стала абсолютной (трёхкратной) чемпионкой в зимних юношеских спортивных игр Украины.
С 2010 года выступает на международных соревнованиях. На юниорском чемпионате мира 2010 года в Турсбю лучшим результатом 15-летней спортсменки стало 14-е место в спринте. На следующем турнире, в 2011 году, выиграла серебряную медаль в эстафете среди девушек, в команде с Юлией Бригинец и Ириной Варвинец. В 2012 году на мировом юниорском чемпионате в Контиолахти стала победительницей в эстафетной гонке, вместе с Юлией Бригинец и Юлией Журавок, в том же году на юниорском чемпионате Европы в Осрбли стала бронзовым призёром смешанной эстафеты вместе с Ириной Варвинец, Иваном Моравским и Александром Дахно.
В 2013 году на Европейском юношеском олимпийском фестивале в Брашове стала чемпионкой в эстафете и бронзовым призёром в спринте.
На юниорском чемпионате мира 2013 года выиграла две медали — в эстафете вместе с Юлией Журавок и Анастасией Ничипоренко завоевала серебро, а в индивидуальной гонке стала третьей, пропустив вперёд россиянку Ульяну Кайшеву и подругу по команде Журавок. В 2014 году в чемпионате мира среди юниоров не принимала участия, а на европейском уровне в Нове-Место-на-Мораве стала серебряным призёром в индивидуальной гонке, уступив Анастасии Евсюниной.
В 2015 году стала двукратным чемпионом Европы среди юниоров, выиграв спринт и гонку преследования на соревнованиях в Отепя, в смешанной эстафете на этом же турнире завоевала бронзу. На мировом юниорском чемпионате того же года в Раубичах занимала в личных видах 7, 8 и 11 места.
В 2016 году заняла второе место в индивидуальной гонке на юниорском чемпионате мира в Кеиле-Грэдиштей, а на европейском уровне выиграла золото в индивидуальной гонке в Поклюке. Кроме того, в сезоне 2015/16 завоевала малый глобус юниорского кубка IBU в индивидуальных гонках.
В 2014 году также становилась бронзовым призёром юниорского чемпионата мира по летнему биатлону в Тюмени в смешанной эстафете. В 2015 году на аналогичном турнире в Кеиле-Грэдиштей стала трёхкратной чемпионкой мира, победив в спринте, гонке преследования и смешанной эстафете. В 2016 году в Отепя выиграла золото в спринте, серебро в смешанной эстафете и бронзу в гонке преследования.

#### Статистика выступлений на чемпионатах мира среди юниоров
| Год  | Место Проведения            | Инд | Спр | Пр | Эст |
| 2010 | Турсбю, Швеция              | -   | 14  | 30 | 5   |
| 2011 | Нове-Место-на-Мораве, Чехия | -   | 46  | 54 | 2   |
| 2012 | Контиолахти, Финляндия      | 5   | 46  | 37 | 1   |
| 2013 | Обертиллиах, Австрия        | 3   | 17  | 17 | 2   |
| 2015 | Минск, Белоруссия           | 7   | 11  | 8  | 6   |
| 2016 | Кеиле Грэдиштей, Румыния    | 2   | 6   | 6  | 5   |

#### Статистика выступлений на чемпионатах Европы среди юниоров
| Год  | Место Проведения            | Инд | Спр | Пр | СЭ |
| 2012 | Осрблье, Словакия           | DNS | 13  | 13 | 3  |
| 2014 | Нове-Место-на-Мораве, Чехия | 2   | 7   | 12 | -  |
| 2015 | Отепя, Эстония              | 7   | 1   | 1  | 3  |
| 2016 | Поклюка, Словения           | 1   | 4   | 5  | -  |

### Взрослая карьера
Неоднократно становилась призёром чемпионатов Украины среди взрослых, в том числе в 2012 и 2013 годах выигрывала серебро в женской эстафете в составе команды «Динамо», в 2013 году стала бронзовым призёром в спринте. В 2013 в составе команды «Динамо» и в 2015 году в составе сборной Тернополя выигрывала серебро чемпионата Украины по летнему биатлону в смешанных эстафетах, а в 2016 году стала серебряным призёром в спринте.

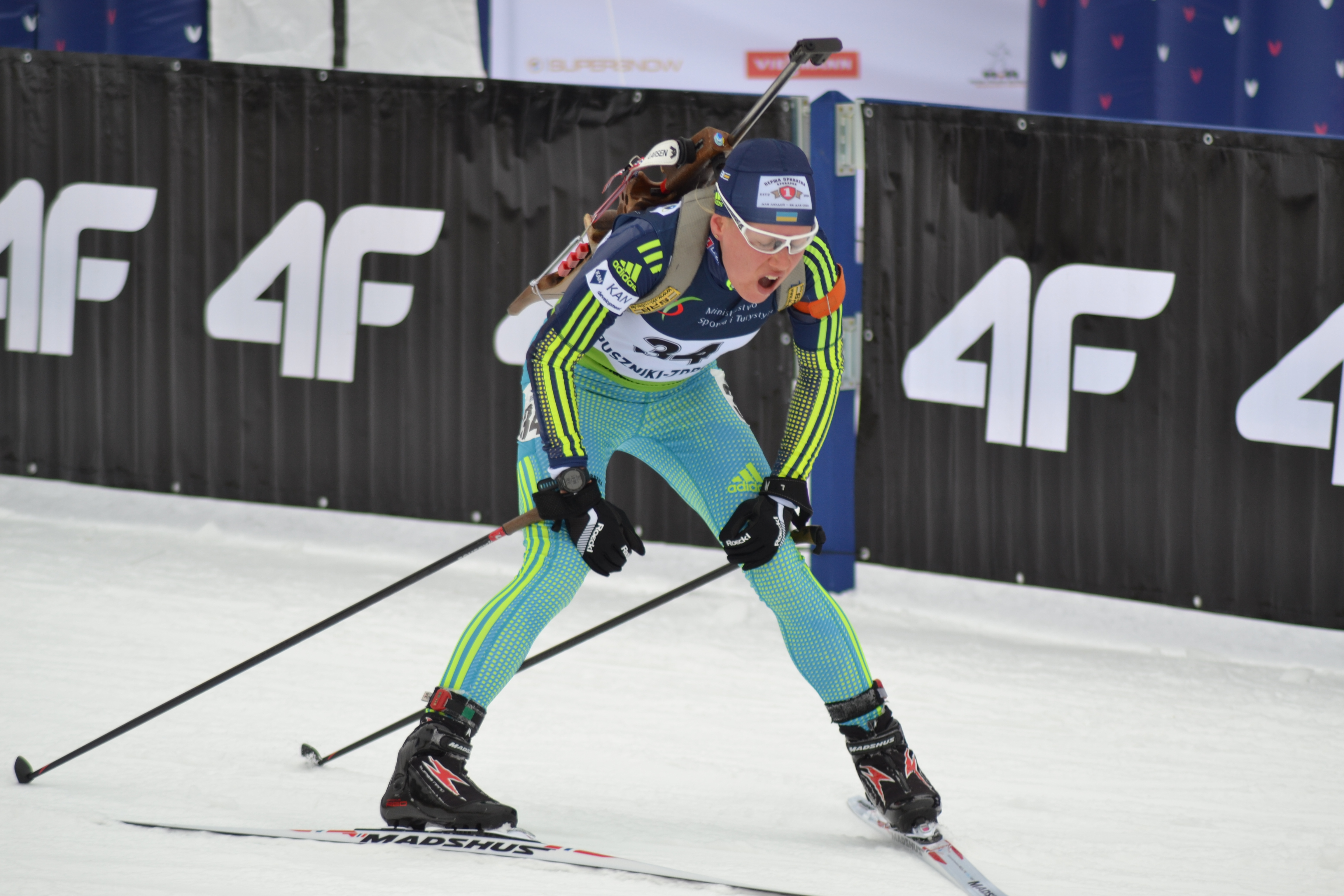
Меркушина на чемпионате Европы по биатлону 2017

На Кубке IBU дебютировала в 16-летнем возрасте в сезоне 2010/11 на этапе в Бейтостолене, в своей первой спринтерской гонке заняла 67-е место. В сезоне 2012/13 набрала первые очки в зачёт этого турнира, заняв 11-е место в спринте на этапе в Острове. В сезоне 2014/15 впервые поднялась на подиум этого турнира, заняв второе место на этапе в Обертиллиахе. В сезоне 2015/16 одержала первую победу на одном из этапов в одиночной смешанной эстафете, а в сезоне 2016/17 на этапе в Риднау стала двукратной победительницей, также выиграв в одиночной смешанной эстафете и впервые в карьере в личной гонке (спринте).
На Кубке мира дебютировала 4 декабря 2014 года в индивидуальной гонке в Эстерсунде, где заняла 51-е место. 11 декабря 2016 года впервые попала на пьедестал Кубка мира, заняв третье место в женской эстафете на этапе в Поклюке. В личных гонках впервые набрала очки 6 января 2017 года в спринте на этапе в Оберхофе, заняв 19-е место.
В этом же сезоне на взрослом чемпионате Европы 2017 в польском городке Душники-Здруй Анастасия Меркушина завоевала две бронзовых награды в индивидуальной гонке и в смешанной эстафете.
На первом для себя взрослом чемпионате мира 2017 в Хохфильцене дважды попала в десятку сильнейших в личных гонках (10-е место в спринте и 8-е в преследовании), а затем в составе женской эстафетной команды завоевала серебряную награду.
Первый полноценный сезон 2016—2017 в Кубке мира закончила на 37 месте в общем зачете набрав 190 очков.

## Результаты выступлений в Кубке мира
| 2020/2021 Итоги | 2020/2021 Итоги | Контиолахти | Контиолахти | Контиолахти | Контиолахти | Контиолахти | Хохфильцен | Хохфильцен | Хохфильцен | Хохфильцен | Хохфильцен | Хохфильцен | Оберхоф | Оберхоф | Оберхоф | Оберхоф | Оберхоф | Оберхоф | Оберхоф | Антхольц | Антхольц | Антхольц | ЧМ Поклюка | ЧМ Поклюка | ЧМ Поклюка | ЧМ Поклюка | ЧМ Поклюка | ЧМ Поклюка | ЧМ Поклюка | Нове-Место | Нове-Место | Нове-Место | Нове-Место | Нове-Место | Нове-Место | Нове-Место | Эстерсунд | Эстерсунд | Эстерсунд |
| Очков           | Место           | Инд         | Спр         | Спр         | Эст         | Пр          | Спр        | Эст        | Пр         | Спр        | Пр         | МС         | Спр     | Пр      | См      | Сусм    | Спр     | Эст     | МС      | Инд      | МС       | Эст      | См         | Спр        | Пр         | Инд        | Осм        | Эст        | МС         | Эст        | Спр        | Пр         | Спр        | Пр         | Осм        | См         | Спр       | Пр        | МС        |
| 73              | 57              | —           | —           | —           | —           | —           | —          | —          | —          | 60         | 56         | —          | 92      | —       | —       | —       | —       | —       | —       | —        | —        | —        | —          | —          | —          | 13         | —          | 3          | —          | 4          | 22         | 29         | 27         | 55         | 10         | —          | 78        | —         | —         |

| 2019/2020 Итоги | 2019/2020 Итоги | Эстерсунд | Эстерсунд | Эстерсунд | Эстерсунд | Эстерсунд | Хохфильцен | Хохфильцен | Хохфильцен | Анси | Анси | Анси | Оберхоф | Оберхоф | Оберхоф | Рупольдинг | Рупольдинг | Рупольдинг | Поклюка | Поклюка | Поклюка | Поклюка | ЧМ Антхольц | ЧМ Антхольц | ЧМ Антхольц | ЧМ Антхольц | ЧМ Антхольц | ЧМ Антхольц | ЧМ Антхольц | Нове-Место | Нове-Место | Нове-Место | Контиолахти | Контиолахти | Контиолахти | Контиолахти | Холменколлен | Холменколлен | Холменколлен |
| Очков           | Место           | ОСм       | См        | Спр       | Инд       | Эст       | Спр        | Эст        | Пр         | Спр  | Пр   | МС   | Спр     | Эст     | МС      | Спр        | Эст        | Пр         | Инд     | ОСм     | См      | МС      | См          | Спр         | Пр          | Инд         | ОСм         | Эст         | МС          | Спр        | Эст        | МС         | Спр         | Пр          | ОСм         | См          | Спр          | Пр           | МС           |
| 90              | 50              | 4         | —         | 49        | 31        | 9         | —          | —          | —          | —    | —    | —    | 46      | 6       | —       | —          | —          | —          | 37      | 5       | —       | —       | 5           | —           | —           | 11          | 10          | 3           | —           | 21         | 4          | —          | 32          | 24          | отм         | отм         | отм          | отм          | отм          |

| 2018/19 Итоги | 2018/19 Итоги | Поклюка | Поклюка | Поклюка | Поклюка | Поклюка | Хохфильцен | Хохфильцен | Хохфильцен | Нове-Место | Нове-Место | Нове-Место | Оберхоф | Оберхоф | Оберхоф | Рупольдинг | Рупольдинг | Рупольдинг | Антхольц | Антхольц | Антхольц | Канмор | Канмор | Канмор | Солт-Лейк-Сити | Солт-Лейк-Сити | Солт-Лейк-Сити | Солт-Лейк-Сити | ЧМ Эстерсунд | ЧМ Эстерсунд | ЧМ Эстерсунд | ЧМ Эстерсунд | ЧМ Эстерсунд | ЧМ Эстерсунд | ЧМ Эстерсунд | Холменколлен | Холменколлен | Холменколлен |
| Очков         | Место         | ОСм     | См      | Инд     | Спр     | Пр      | Спр        | Пр         | Эст        | Спр        | Пр         | МС         | Спр     | Пр      | Эст     | Спр        | Эст        | МС         | Спр      | Пр       | МС       | Инд    | Эст    | Спр    | Спр            | Пр             | ОСм            | См             | См           | Спр          | Пр           | Инд          | ОСм          | Эст          | МС           | Спр          | Пр           | МС           |
| 213           | 35            | 3       | —       | 16      | 46      | 37      | 69         | —          | 8          | 14         | 22         | 23         | 35      | 19      | 8       | 67         | 15         | —          | 35       | 35       | —        | —      | —      | отм    | —              | —              | —              | —              | 7            | 28           | 15           | 10           | 5            | 3            | 25           | 57           | 50           | —            |

| 2017/2018 Итоги | 2017/2018 Итоги | Эстерсунд | Эстерсунд | Эстерсунд | Эстерсунд | Эстерсунд | Хохфильцен | Хохфильцен | Хохфильцен | Анси | Анси | Анси | Оберхоф | Оберхоф | Оберхоф | Рупольдинг | Рупольдинг | Рупольдинг | Антхольц | Антхольц | Антхольц | ОИ Пхёнчхан | ОИ Пхёнчхан | ОИ Пхёнчхан | ОИ Пхёнчхан | ОИ Пхёнчхан | ОИ Пхёнчхан | Контиолахти | Контиолахти | Контиолахти | Контиолахти | Холменколлен | Холменколлен | Холменколлен | Тюмень | Тюмень | Тюмень |
| Очков           | Место           | ОСм       | См        | Инд       | Спр       | Пр        | Спр        | Пр         | Эст        | Спр  | Пр   | МС   | Спр     | Пр      | Эст     | Инд        | Эст        | МС         | Спр      | Пр       | МС       | Спр         | Пр          | Инд         | МС          | См          | Эст         | Спр         | Сусм        | См          | МС          | Спр          | Эст          | Пр           | Спр    | Пр     | МС     |
| 157             | 42              | —         | —         | 37        | 34        | 25        | 24         | 22         | —          | 45   | 28   | —    | 32      | 25      | 5       | 19         | 11         | 12         | DNS      | —        | —        | 55          | 46          | 70          | —           | —           | 11          | 61          | —           | 2           | —           | 59           | 8            | 36           | —      | —      | —      |

| 2016/2017 Итоги | 2016/2017 Итоги | Эстерсунд | Эстерсунд | Эстерсунд | Эстерсунд | Эстерсунд | Поклюка | Поклюка | Поклюка | Нове-Место | Нове-Место | Нове-Место | Оберхоф | Оберхоф | Оберхоф | Рупольдинг | Рупольдинг | Рупольдинг | Антхольц | Антхольц | Антхольц | ЧМ Хохфильцен | ЧМ Хохфильцен | ЧМ Хохфильцен | ЧМ Хохфильцен | ЧМ Хохфильцен | ЧМ Хохфильцен | Пхёнчхан | Пхёнчхан | Пхёнчхан | Контиолахти | Контиолахти | Контиолахти | Контиолахти | Холменколлен | Холменколлен | Холменколлен |
| Очков           | Место           | ОСм       | См        | Инд       | Спр       | Пр        | Спр     | Пр      | Эст     | Спр        | Пр         | МС         | Спр     | Пр      | МС      | Эст        | Спр        | Пр         | Инд      | МС       | Эст      | См            | Спр           | Пр            | Инд           | Эст           | МС            | Спр      | Пр       | Эст      | Спр         | Пр          | ОСм         | См          | Спр          | Пр           | МС           |
| 190             | 37              | —         | 10        | 48        | 77        | —         | —       | —       | 3       | 48         | 44         | —          | 19      | 39      | —       | 4          | 23         | 23         | 58       | —        | 4        | —             | 10            | 8             | 33            | 2             | 14            | 31       | 38       | 7        | 30          | 40          | 7           | —           | 54           | 36           | —            |

| 2014/2015 Итоги | 2014/2015 Итоги | Эстерсунд | Эстерсунд | Эстерсунд | Эстерсунд | Хохфильцен | Хохфильцен | Хохфильцен | Поклюка | Поклюка | Поклюка | Оберхоф | Оберхоф | Оберхоф | Рупольдинг | Рупольдинг | Рупольдинг | Антхольц | Антхольц | Антхольц | Нове-Место | Нове-Место | Нове-Место | Нове-Место | Холменколлен | Холменколлен | Холменколлен | ЧМ Контиолахти | ЧМ Контиолахти | ЧМ Контиолахти | ЧМ Контиолахти | ЧМ Контиолахти | ЧМ Контиолахти | Ханты-Мансийск | Ханты-Мансийск | Ханты-Мансийск |
| Очков           | Место           | См        | Инд       | Спр       | Пр        | Спр        | Эст        | Пр         | Спр     | Пр      | МС      | Эст     | Спр     | МС      | Эст        | Спр        | МС         | Спр      | Пр       | Эст      | ОСм        | См         | Спр        | Пр         | Инд          | Спр          | Эст          | См             | Спр            | Пр             | Инд            | Эст            | МС             | Спр            | Пр             | МС             |
| 0               | —               | —         | 51        | 87        | —         | —          | —          | —          | —       | —       | —       | 6       | 59      | —       | 5          | 57         | —          | 63       | —        | —        | —          | —          | —          | —          | —            | —            | —            | —              | —              | —              | —              | —              | —              | —              | —              | —              |

## Личная жизнь
Мама Анастасии, Ирина Меркушина, также занималась биатлоном и в 1990-е годы участвовала в соревнованиях Кубка мира в составе сборной Украины, завершила карьеру в 2004 году. Отец работает тренером по биатлону. Младшая сестра Александра также занимается биатлоном.
Учится в Тернопольском национальном экономическом университете на факультете международного бизнеса и менеджмента.
14 марта 2022 спортсменка заявила, что вступила в ряды Государственной пограничной службы Украины. Она заявила, что во многих странах мира в ее честь неоднократно поднимался флаг Украины, а теперь ей самой придется защищать его от российского вторжения. Спортсменка также отметила, что пришло время сменить биатлонную винтовку на автомат.

## Государственные награды
- Орден княгини Ольги ІІ степени (8 марта 2021)[10]
- Орден княгини Ольги ІІІ степени (9 сентября 2017)[11]